# Eupithecia singularia
Eupithecia singularia är en fjärilsart som beskrevs av Herrich-Schäffer 1848. Eupithecia singularia ingår i släktet Eupithecia och familjen mätare. Inga underarter finns listade i Catalogue of Life.